# يونس (اسم)
يُونُس هو اسم علم مذكر عربي، وهو اسم نبي الله يونس صاحب الحوت، ومن الشخصيات البارزة التي تحمل الاسم:
- يونس أحمدي (مواليد 1976)، لاعب جودو مغربي
- يونس الشيباني (مواليد 1981)، مدافع كرة القدم ليبي
- يونس علي (مواليد 1983)، لاعب كرة قدم قطري
- يونس بلهندة (مواليد 1990)، لاعب كرة قدم محترف فرنسي مغربي
- يونس العيناوي (مواليد 1971)، لاعب تنس مغربي
- يونس قابول (مواليد 1986)، لاعب كرة قدم فرنسي
- يونس الخطابي، لاعب رجبي مغربي
- يونس نازاريان، رجل أعمال أمريكي إيراني
- يونس شكرخة، (مواليد 1957)، صحفي إيراني
- يونس التسولي، إسلامي مغربي
- يونس بن يوسف بن مساعد الشيباني المخارقي ، شيخ طائفة اليونسية